# Prolapso do cordão umbilical
Prolapso do cordão umbilical ocorre quando o cordão umbilical sai do útero antes do feto. Ocorre em menos de 1% das gestações. O prolapso é mais comum após a ruptura do saco amniótico. Outros fatores de risco incluem os fatores, materno ou fetal, que impedem ao feto ocupar uma posição normal na pelve materna, como excesso de líquido amniótico,  prematuridade ou restrição do crescimento intrauterino. 
O problema de ter prolapso de cordão umbilical é que a compressão do cordão impede a circulação de sangue com oxigênio e fontes de energia ao feto. Sempre que há uma súbita diminuição na freqüência cardíaca fetal ou freqüência anormal do coração fetal, o prolapso de cordão umbilical deve ser considerado. 
Devido à possibilidade de morte fetal e de outras complicações, o prolapso de cordão umbilical é considerado uma emergência obstétrica. Atuais diretrizes de gestão de foco sobre a entrega rápida, o que normalmente implica uma cesariana. Com uma gestão adequada, a maioria dos casos tem boa neonatal resultados.

## Sinais e sintomas
O primeiro sinal de prolapso de cordão umbilical é geralmente uma súbita diminuição na freqüência cardíaca fetal , que é grave se não for resolvida imediatamente. Num exame do coração fetal isso normalmente seria visto como moderadas ou graves desacelerações. Ocasionalmente o cordão pode ser visto ou sentido no exame vaginal, particularmente com evidente prolapso.

## Fatores de risco
Fatores de risco que estão associados com prolapso de cordão umbilical são aqueles que dificultam ao feto se posicionar adequadamente na pelve materna ou estão relacionadas com anomalias do cordão umbilical. As duas principais categorias de fatores de risco são espontâneas e as iatrogênicas (aquelas que resultam da intervenção médica).
- Fatores espontâneos:
  - Posição anormal do feto:[2] permite que o espaço abaixo do feto na pelve materna possa ser ocupado por cordão umbilical.
  - poliidrâmnio: uma elevada quantidade de líquido amniótico empurra o cordão pra fora do útero.
  - prematuridade: prematuros ocupam menos espaço, logo mais espaço pro cordão cair.
  - Baixo peso ao nascer:[3] geralmente descrito como menos de 2500 g ao nascimento, embora alguns estudos, definam como menos de 1500g. A causa é provavelmente semelhantes aos da prematuridade.
  - Gravidezes múltiplas ou ter gêmeos em um dado momento: mais provável de afetar o feto que nascer depois.
  - Ruptura de membranas prematura:[4] cerca de metade dos prolapsos ocorrem dentro de 5 minutos de ruptura das membranas e 95% dentro de 24 horas.
- Fatores iatrogênicos
  - Ruptura induzida das membranas[5]
  - Colocação de monitores internos 
  - Rotação manual da cabeça do feto

## Diagnóstico
Prolapso de cordão umbilical deve ser considerado quando há uma súbita diminuição na freqüência cardíaca fetal ou desaceleração grave. A confirmação é feita vendo o cordão em um exame vaginal.

## Tratamento
Se o feto é viável, induzir o trabalho de parto ou uma cesária o mais rápido possível é a solução mais rápida e segura.